# Vladimír Klokočka
Vladimír Klokočka (* 23. April 1929; † 19. Oktober 2009) war ein tschechischer Verfassungsjurist, Dissident und Hochschullehrer.

## Leben
Klokočka studierte Rechtswissenschaften an der Juristischen Fakultät der Karls-Universität Prag. 1952 wurde er zum Doktor der Rechte (JUDr.) promoviert und war bis 1956 Universitätsassistent an dieser Fakultät. 1960 erlangte er den akademischen Grad eines Kandidaten der Wissenschaften (CSc.). Im Jahre 1966 habilitierte er sich und wurde Dozent für Verfassungsrecht.
In der Zeit des Prager Frühlings 1968 wurde er Abgeordneter des Tschechischen Nationalrates (Česká národní rada), dem Unterhaus des damaligen ČSSR-Parlaments. Er war in der Reformbewegung aktiv und beteiligte sich an der Ausarbeitung eines neuen Wahlgesetzes.
1969 wurde er Dekan der Juristischen Fakultät in Brno, kurz darauf aber aus allen öffentlichen und wissenschaftlichen Positionen entfernt. Er arbeitete danach in der staatlichen Versicherungsgesellschaft Česká státní pojišťovna in Prag. Als er die Charta 77 unterzeichnete, wurde er auch dort entlassen.
Nach der Ausbürgerung sah er nur mehr die Flucht aus der kommunistischen Tschechoslowakei als Ausweg. Er emigrierte nach Westdeutschland und wurde wissenschaftlicher Angestellter am Lehrstuhl für Politische Wissenschaft des Instituts für Sozialwissenschaften der Technischen Universität München, wo er in Forschung und Lehre tätig war. Nach der Samtenen Revolution in der ČSFR entschied er sich 1990 zur Rückkehr in seine Heimat, wo ihm der Grad eines Doktors der Wissenschaften (DrSc.) und das Professorenamt verliehen wurde.
Von 1993 bis 2003 arbeitete er als Richter am Verfassungsgericht der Tschechischen Republik in Brno. Berühmt wurde er für das erste Urteil über den Unrechtscharakter des kommunistischen Regimes.
1994/95 hielt er ferner Vorlesungen an der Palacký-Universität in Olomouc.
In seiner Zeit im Verfassungsgericht beschäftigte er sich mit Wahlgesetzgebung und wirkte in der Diskussion um die Parteienfinanzierung mit.
Klokočka galt in dieser Zeit als einer der bedeutendsten Verfassungsrechtler Tschechiens. Bis zuletzt hatte er sich zu Fragen des in Tschechien umstrittenen Lissabon-Vertrags in Zeitungsinterviews geäußert.
In seiner Pension verfasste er zahlreiche Artikel und Bücher.

## Ehrungen
Klokočka wurde die Ehrendoktorwürde der Masaryk-Universität Brno zuteil.

## Publikationen
- Klokočka, Vladimír: Demokratischer Sozialismus. Ein authentisches Modell. Und ein Interview mit Rudi Dutschke., Hamburg, Konkret Verlag 1968. 106 S.